# Malarce-sur-la-Thines
Malarce-sur-la-Thines ist eine französische Gemeinde mit 257 Einwohnern (Stand 1. Januar 2022) mit drei Ortsteilen im Département Ardèche.

## Geographie
Malarce-sur-la-Thines liegt in den Tälern der Flüsse Chassezac und Thines in den Cevennen. Die Gemeinde ist Teil des Regionalen Naturparks Monts d’Ardèche.

## Geschichte
Die Gemeinde entstand 1975 durch den Zusammenschluss der ehemals selbständigen Dörfer Malarce, Lafigère und Thines.
Im Dorf Thines befindet sich eine Gedenkstätte der Résistance.

### Bevölkerungsentwicklung
| Jahr                       | 1962 | 1968 | 1975 | 1982 | 1990 | 1999 | 2009 | 2016 |
| Einwohner                  | 100  | 89   | 89   | 200  | 244  | 258  | 231  | 245  |
| Quellen: Cassini und INSEE |      |      |      |      |      |      |      |      |